# Подолниця
Подолниця (словен. Podolnica) — поселення в общині Хорюл, Осреднєсловенський регіон, Словенія. Висота над рівнем моря: 353,2 м.